# رینگتون
رینگتون (به انگلیسی: Wrington) یک روستا و محله مدنی در بریتانیا است که در سامرست شمالی واقع شده‌است. رینگتون ۲٬۶۳۳ نفر جمعیت دارد.